# الوعاء الساخن
الوعاء الساخن، أو الإناء البخاري أو الهوت بوت (باللغة الصينية:火锅) ，وينطق بالصيني خوا قوا ، هي طريقة صينية للطهي ، يتم تحضيرها بتسخين القدر مع الماء على نار هادئة ، ثم توضع المكونات من الزبون في القدر ويتم طبخها على الطاولة ، بطريقة تشبه الفوندو السويسري . يكون عادة على الطاولة شرائح رقيقة من اللحم ، والخضروات ، والفطر ، والونتون ، وفطائر البيض ، والتوفو ، والمأكولات البحرية . عادة ما يتم تناول الطعام بغمسه في الصلصة .